# Região Geoadministrativa de Cuité
A Região Geoadministrativa de Cuité é uma região geoadministrativa brasileira localizada no estado da Paraíba. É formada por onze municípios.
Inicialmente era constituída por 12 municípios, mas o município de Damião passou a pertencer a Região Geoadministrativa de Solânea, criada recentemente pela lei complementar estadual 115 de 21 de janeiro de 2013.
Seu gerente regional é Flávio Rodrigues Fernandes.

## Municípios
- Baraúna
- Barra de Santa Rosa
- Cubati
- Cuité
- Frei Martinho
- Nova Floresta
- Nova Palmeira
- Pedra Lavrada
- Picuí
- São Vicente do Seridó
- Sossêgo